# Sisyrinchium hirsutum
Sisyrinchium hirsutum är en irisväxtart som beskrevs av John Gilbert Baker. Sisyrinchium hirsutum ingår i släktet gräsliljor, och familjen irisväxter. Inga underarter finns listade i Catalogue of Life.